# Darton
Darton är en ort i distriktet Barnsley, Storbritannien. Den ligger i grevskapet South Yorkshire och riksdelen England, i den centrala delen av landet, 250 km norr om huvudstaden London. Darton ligger 69 meter över havet och antalet invånare är 15 259. Byn nämndes i Domedagsboken (Domesday Book) år 1086, och kallades då Dertone/Dertun(e).
Terrängen runt Darton är huvudsakligen platt, men åt sydväst är den kuperad. Runt Darton är det tätbefolkat, med 659 invånare per kvadratkilometer. Närmaste större samhälle är Barnsley, 5,0 km sydost om Darton. Runt Darton är det i huvudsak tätbebyggt.